# Ben 10: Omniverse (videogioco)
Ben 10: Omniverse è un videogioco di Ben 10. È basato sull'omonima serie Ben 10: Omniverse ed è disponibile per PlayStation 3, Xbox 360, Wii, Nintendo DS, Nintendo 3DS e Wii U.

## Trama
L'Omnitrix di Ben va in tilt, così Rook va dal Ben del passato ingaggiando una battaglia contro Malware che assorbe il Proto-Tool di Rook diventano più forte e creando un futuro terrificante. Solo il giovane Ben e la sua controparte adulta assieme ai loro Omnitrix e a Rook potranno salvare il mondo dal malvagio Mechamorph Galvanico e dal Nemetrix.

## Modalità di gioco
Nel gioco vi sono come boss tre Regine Formica, Animus, Il mastino di Khyber (e tre dei suoi alieni), Malware (nelle sue forme) e Sifone. Ben potrà trasformarsi in vari alieni: Bestiale, Inferno, Diamante, Vite elastica, Articguana, 2X2 e Rotolone, possono essere usati da entrambi i Ben, alcuni con costumi o caratteristiche diverse a seconda dei due giovani. Xlr8, Milleocchi e Mangiaenergia possono essere usati solo dal Ben bambino, invece Planetario, Costruttore e Shocksquatch dal Ben ragazzo.